# Zr.Ms. Makkum (1985)
De Zr.Ms. Makkum (M 857) is een Nederlandse mijnenjager van de Alkmaarklasse en het eerste schip, bij de Nederlandse marine, dat vernoemd is naar de Friese plaats Makkum. Het schip is gebouwd door de scheepswerf Van der Giessen de Noord in Alblasserdam.
Op 25 november 2024 werd het schip door de Nederlandse marine uit dienst genomen. Na een onderhoudsbeurt  zal het eveneens als de  Zr.Ms. Vlaardingen rond 2025 aan Oekraïne geschonken worden.